# Reflejo óculo-cardíaco

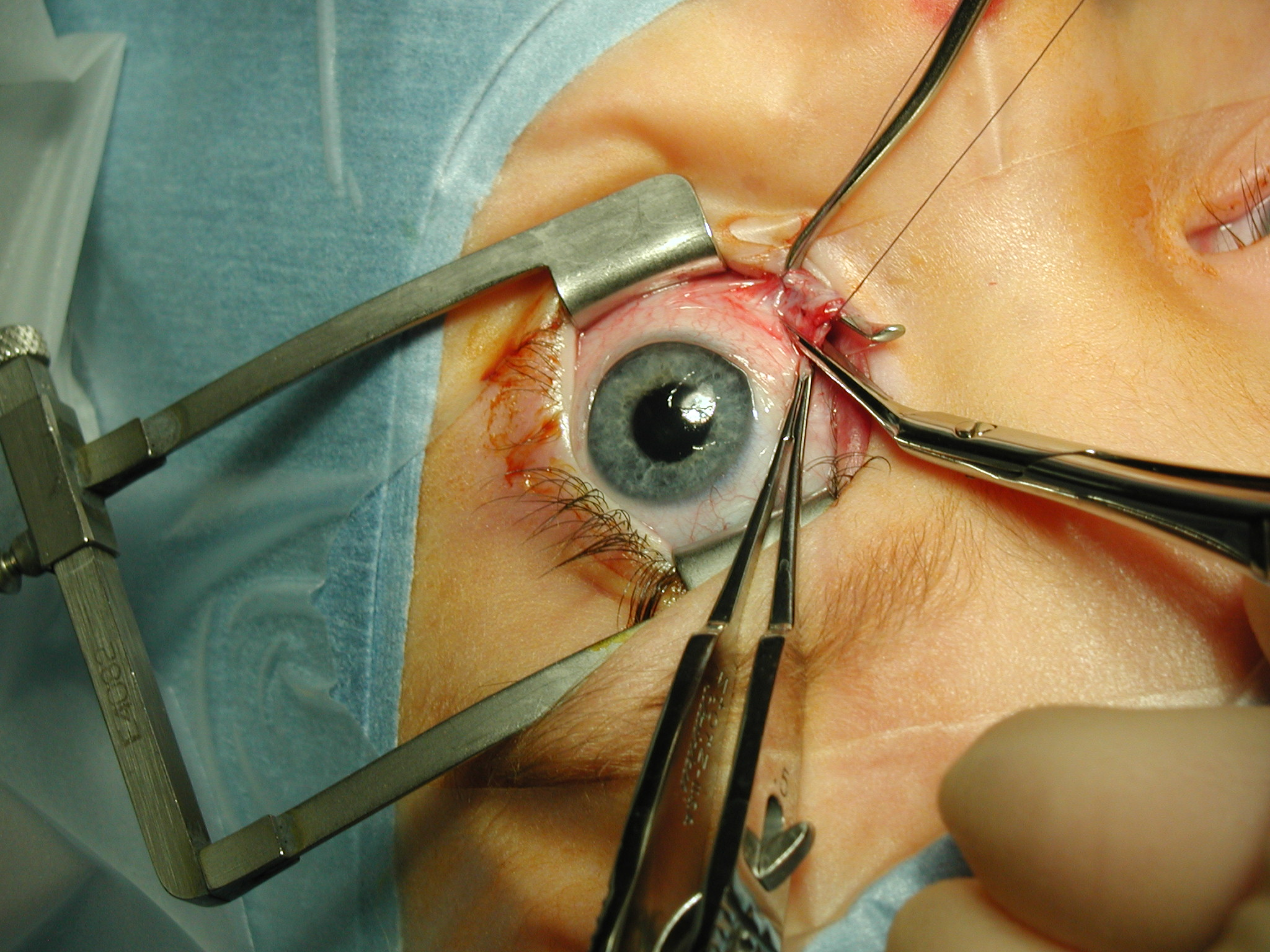
Enganche del músculo ocular en una cirugía.

El reflejo óculo-cardíaco, también conociodo como fenómeno de Aschner, reflejo de Aschner, o reflejo de Aschner-Dagnini, es un reflejo que produce la disminución del pulso cardíaco asociado a una tracción sobre los músculos extraoculares o una compresión del globo ocular. El reflejo está mediado por la conexión nerviosa entre el nervio trigémino y el nervio vago del sistema nervioso parasimpático.